# Graphe icositétraédrique trapézoïdal
Le graphe icositétraédrique trapézoïdal est, en théorie des graphes, un graphe possédant 26 sommets et 48 arêtes.

## Propriétés

### Propriétés générales
Il existe treize graphes correspondant aux squelettes des treize solides de Catalan, les polyèdres duaux des solides d'Archimède. Le graphe icositétraédrique trapézoïdal est l'un d'eux. Les douze autres sont le graphe hexacontaédrique trapézoïdal, le graphe hexakioctaédrique, le graphe hexaki-icosaédrique, le graphe hexacontaédrique pentagonal, le graphe icositétraédrique pentagonal, le graphe pentakidodécaédrique, le graphe dodécaédrique rhombique, le graphe triacontaédrique rhombique, le graphe triakioctaédrique, le graphe tétrakihexaédrique, le graphe triaki-icosaédrique et le graphe triakitétraédrique.
Le diamètre du graphe icositétraédrique trapézoïdal, l'excentricité maximale de ses sommets, est 6, son rayon, l'excentricité minimale de ses sommets, est 4 et sa maille, la longueur de son plus court cycle, est 4. Il s'agit d'un graphe 3-sommet-connexe et d'un graphe 3-arête-connexe, c'est-à-dire qu'il est connexe et que pour le rendre déconnecté il faut le priver au minimum de 3 sommets ou de 3 arêtes.

### Coloration
Le nombre chromatique du graphe icositétraédrique trapézoïdal est 2. C'est-à-dire qu'il est possible de le colorer avec 2 couleurs de telle façon que deux sommets reliés par une arête soient toujours de couleurs différentes. Ce nombre est minimal.
L'indice chromatique du graphe icositétraédrique trapézoïdal est 4. Il existe donc une 4-coloration des arêtes du graphe telle que deux arêtes incidentes à un même sommet soient toujours de couleurs différentes. Ce nombre est minimal.

### Propriétés algébriques
Le groupe d'automorphismes du graphe icositétraédrique trapézoïdal est un groupe d'ordre 48.
Le polynôme caractéristique  de la matrice d'adjacence  du graphe icositétraédrique trapézoïdal est : {\displaystyle x^{8}(x^{2}-14)(x^{2}-8)^{3}(x^{2}-2)^{5}}.